# Стратон (Охајо)
Стратон (енгл. Stratton) град је у америчкој савезној држави Охајо.

## Демографија
По попису из 2010. године број становника је 294, што је 17 (6,1%) становника више него 2000. године.
| Група             | 2000.       | 2010.       |
| Белци             | 270 (97,5%) | 287 (97,6%) |
| Афроамериканци    | 1 (0,4%)    | 0 (0,0%)    |
| Азијати           | 5 (1,8%)    | 0 (0,0%)    |
| Хиспаноамериканци | 1 (0,4%)    | 4 (1,4%)    |
| Укупно            | 277         | 294         |